# Phlyctenosis rubra
Phlyctenosis rubra là một loài bọ cánh cứng trong họ Cerambycidae.